# Выборы в Верховный Совет РСФСР (1963)
Безальтернативные выборы в Верховный Совет РСФСР VI-го созыва прошли 3 марта 1963 года.

## Предшествующие события
Выборы в Верховный Совет РСФСР VI созыва проходил в рамках продолжающийся хрущёвской оттепели и десталинизации. Сам процесс оттепели и десталинизации начал заметно замедляться, а Новочеркасский расстрел, произошедший меньше чем за год до этого, вызывали шок и недовольство у советского населения.

## Ход выборов
Выборы в VI-й созыв ВС РСФСР проходили согласно Положению о выборах в Верховный Совет РСФСР, утвержденному указом президиума Верховного совета РСФСР от 11 декабря 1950 года.

## Итог
| Состав VI-го созыва ВС РСФСР | Состав VI-го созыва ВС РСФСР | Состав VI-го созыва ВС РСФСР | Состав VI-го созыва ВС РСФСР | Состав VI-го созыва ВС РСФСР |
| Партия                       | Голосов                      | %                            | Мест                         | Изменение                    |
| ---------------------------- | ---------------------------- | ---------------------------- | ---------------------------- | ---------------------------- |
| КПСС                         | N/A                          | N/A                          | 884                          | ▲49, 0%                      |
| Беспартийные                 | N/A                          | N/A                          | 0                            | ▬ без изменений              |
| Прочие партии                | N/A                          | N/A                          | 0                            | ▬ без изменений              |
| Общий результат              | N/A                          | 100                          | 884                          | ▬ без изменений              |